# دايفيد أكسلرود
دايفيد أكسلرود (بالإنجليزية: David Axelrod)‏ هو طبيب أمريكي، ولد في 1935، وتوفي في 4 يوليو 1994.